# بریونی دووس
بریونی دووس (انگلیسی: Bryony Duus؛ زادهٔ ۷ اکتبر ۱۹۷۷) بازیکن فوتبال اهل استرالیا است.
وی همچنین در تیم ملی فوتبال زنان استرالیا بازی کرده‌است.